# Włókniak czerwonowinny

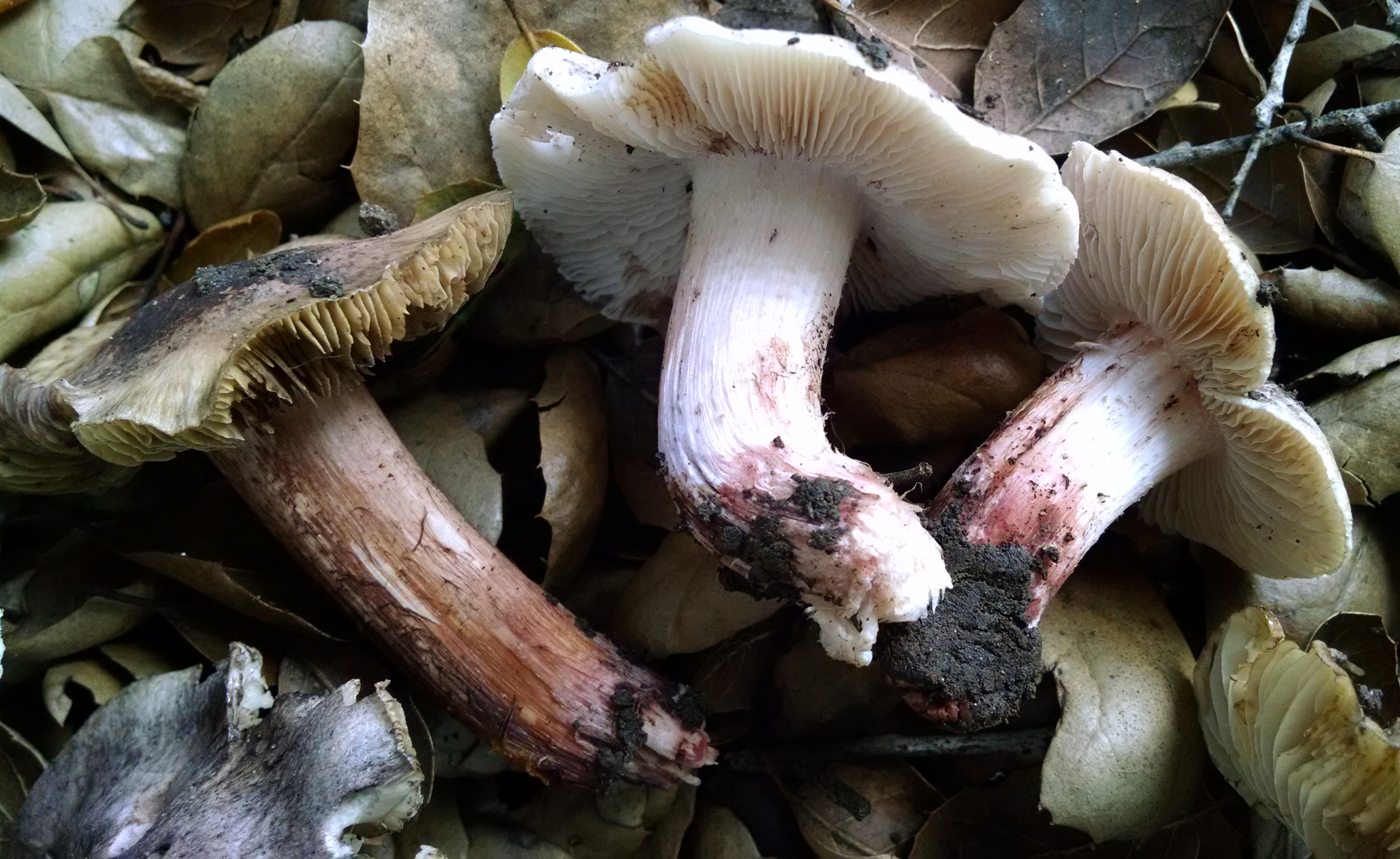

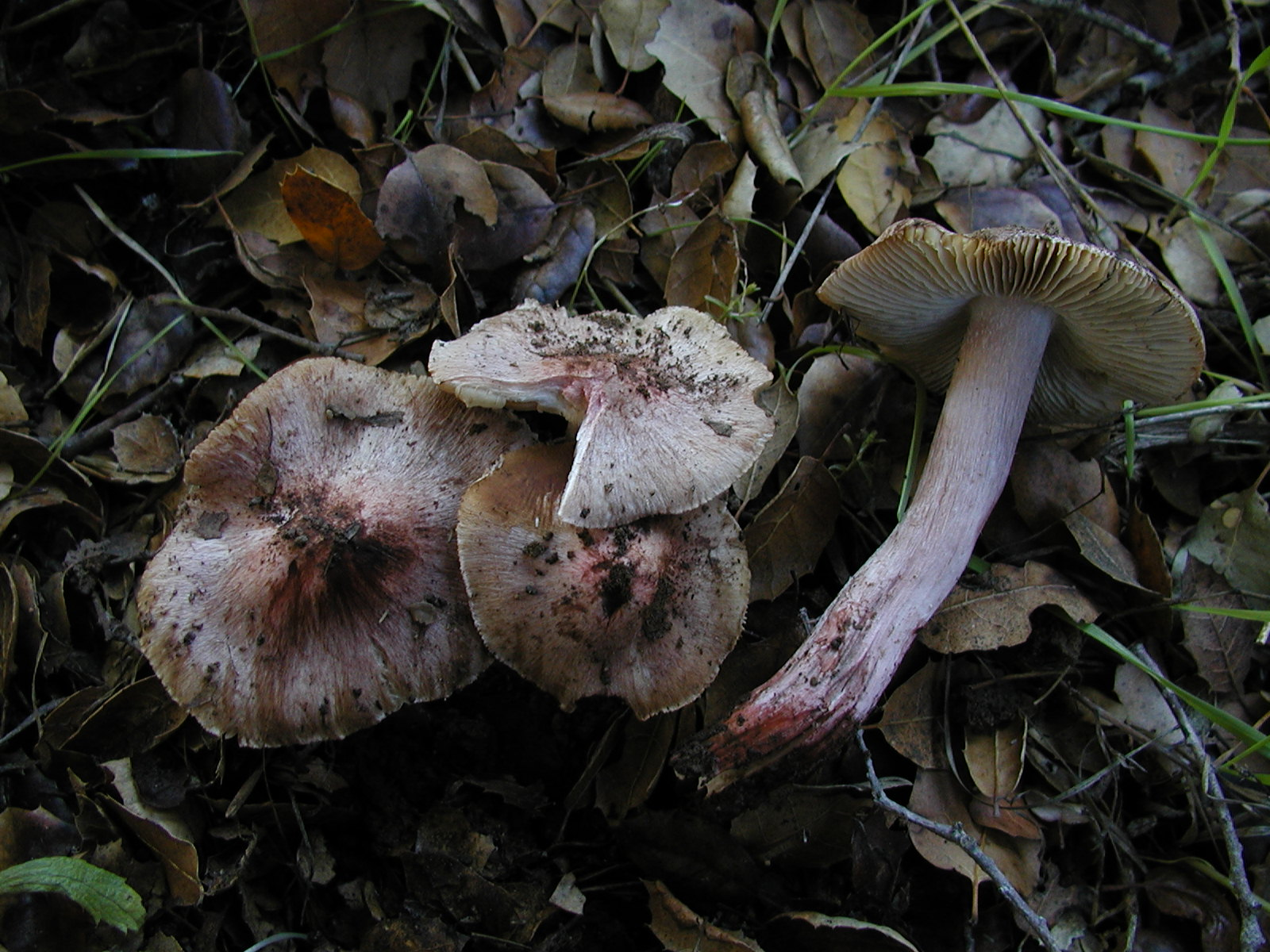

Włókniak czerwonowinny, strzępiak czerwonowinny (Inosperma adaequatum (Britzelm.) Matheny & Esteve-Rav.) – gatunek grzybów należący do rodziny strzępiakowatych (Inocybaceae).

## Systematyka i nazewnictwo
Pozycja w klasyfikacji według Index Fungorum: Inosperma, Inocybaceae, Agaricales, Agaricomycetidae, Agaricomycetes, Agaricomycotina, Basidiomycota, Fungi.
Po raz pierwszy zdiagnozował go w 1879 r. Max Britzelmayr nadając mu nazwę Agaricus adaequatus. Obecną, uznaną przez Index Fungorum nazwę nadali mu Matheny i Esteve-Rav. w 2019 r.
Synonimy:

- Agaricus adaequatus Britzelm. 1879
- Agaricus juranus Pat. 1886
- Inocybe adaequata (Britzelm.) Sacc. 1887
- Inocybe adaequata f. rhodiola (Bres.) Quadr. & Lunghini 1990
- Inocybe adaequata var. rhodiola (Bres.) Bon 1987
- nocybe jurana (Pat.) Sacc. 1887
- Inocybe jurana var. rhodiola (Bres.) Quadr. 1985
- Inocybe rhodiola Bres. 1887

Nazwę polską zaproponował Władysław Wojewoda w 2003 r. Synonimy: strzępiak jurajski (Andrzej Nespiak 1990), strzępiak brunatny (Barbara Gumińska, W. Wojewoda 1983). Po przeniesieniu do rodzaju Inosperma wszystkie te nazwy stały się niespójne z nazwą naukową. W 2021 r. Komisja ds. Polskiego Nazewnictwa Grzybów przy Polskim Towarzystwie Mykologicznym zarekomendowała nazwę włókniak czerwonowinny.

## Morfologia
Trzon
Średnica 3–8 cm, stożkowato wypukły lub płaski z garbkiem. Brzeg cienki i wkrótce odginający się do góry, czasami falisty lub płatowaty. Powierzchnia jasnocielista, delikatnie jedwabista, pokryta brudnowiśniowymi lub brązowowiśniowymi łuseczkowi lub włókienkami. Zabarwienie jest najbardziej intensywne na środku, ku brzegowi jaśniejsze.
Blaszki
Zatokowato wycięte, prawie wolne, gęste, cienkie, z blaszeczkami, żółtoszarawe, brudnordzawe lub ochrowooliwkowe. Ostrza jaśniejsze, oszronione.
Trzon
Wysokość 5–12 cm, grubość 0,6–2 cm, walcowaty, nieco tylko grubszy u podstawy, mięsisty, pełny. Pod kapeluszem niemal biały, delikatnie oszroniony, ku dołowi coraz ciemniejszy – od brudnoróżowego do ciemnofioletowego przy podstawie. Zabarwienie to pochodzi od pokrywających go brązowowiśniowych włókienek, a jego natężenie od ich ilości.
Miąższ
O barwie od białawej do brudnowiśniowej, najsilniej wybarwiony w garbku i przy podstawie trzonu. Zazwyczaj jest robaczywy i ma silnie odrażający zapach. Smak łagodny.
Cechy mikroskopowe
Zarodniki eliptyczne lub fasolkowate, gładkie, bez guzków 12–16,5 × 6,5–8,5 µm. Mają dość grube, rdzawobrązowe ściany. Podstawki 30–45(–60) × 10–13 µm, zazwyczaj 4–sterygmowe, o sterygmach długości do 5 µm. Nielicznie występują cienkościenne, hialinowe bazydiole o maczugowatym kształcie i rozmiarach 35–50 × 10–13 µm. W hymenium występują także inne płonne elementy. Są grubościenne, nieregularne i rdzawobrązowe.

## Występowanie i siedlisko
Włókniak czerwonowinny znany jest w Europie, Ameryce Północnej i Azji. W piśmiennictwie naukowym na terenie Polski do 2003 r. podano kilka stanowisk. Ma status R – gatunek potencjalnie zagrożony z powodu ograniczonego zasięgu geograficznego i małych obszarów siedliskowych. Nowe, bardziej aktualne stanowiska podaje internetowy atlas grzybów.
Grzyb mikoryzowy. Występuje w lasach liściastych i mieszanych, w parkach, ogrodach botanicznych, wśród opadłych liści, zwłaszcza pod grabami, leszczyna, bukami lub dębami. Owocniki od czerwca do października.

## Gatunki podobne
Najbardziej podobny morfologicznie jest strzępiak płowy (Inocybe cervicolor). Ma również identyczny, odrażający zapach. Według R. Heima strzępiak czerwonowinny wytwarza dwa rodzaje zarodników: wydłużone makrospoory 15–20 × 6–9,5 µm i owalno-migdałkowate mikrospory 9–145 × 6–6,7 µm.